# Lagoa Corre Água
A Lagoa Corre Água é uma lagoa portuguesa, localizada na ilha açoriana do Pico, arquipélago dos Açores.